# Luchthaven Josep Tarradellas Barcelona-El Prat
Luchthaven Josep Tarradellas Barcelona-El Prat (Catalaans: Aeroport Josep Tarradellas Barcelona-el Prat, Spaans: Aeropuerto Josep Tarradellas Barcelona-El Prat) is de internationale luchthaven van de Spaanse stad Barcelona, Catalonië. De luchthaven is ook kortweg bekend als El Prat.
Terminal 2 van de luchthaven ligt op ongeveer 15 kilometer van de stad Barcelona, Terminal 1 zo'n 5 kilometer verder. Beide terminals liggen op het grondgebied van de gemeente El Prat de Llobregat, waarnaar de luchthaven genoemd is. De luchthaven is, wat betreft reizigersaantallen, de tweede luchthaven van Spanje, na Barajas bij Madrid. De luchthaven verwerkt jaarlijks ruim 52,6 miljoen passagiers en 177.271 ton vracht (beide cijfers: 2019).
De luchthaven wordt beheerd door het Spaanse staatsbedrijf AENA, maar er zijn besprekingen gaande het beheer over te dragen aan de Generalitat de Catalunya.
Tot 6 juni 2011 heette de luchthaven officieel Aeroport de Barcelona. Het ministerie van Openbare Werken besloot die dag onder druk van de gemeenteraad van El Prat de Llobregat als officiële naam voor de luchthaven Aeroport de Barcelona-el Prat vast te leggen. De wijziging werd echter niet toegepast op de luchtvaartinformatie van de luchthaven, waar het ten minste tot 30 juni 2019 Barcelona Airport bleef voor technische en luchtvaartnavigatiedoeleinden. De Raad van Ministers van de Spaanse regering in Barcelona heeft op 21 december 2018 goedgekeurd dat de luchthaven zou worden omgedoopt tot Aeroport Josep Tarradellas Barcelona-el Prat. Met de naamgeving wordt Josep Tarradellas, president van Catalonië in ballingschap van 1954 tot 1977 geëerd, Tarradellas die op 23 oktober 1977, in de periode van de Spaanse democratische overgang, terugkeerde naar Catalonië op de luchthaven van Barcelona, om vervolgens in zijn functie als president bevestigd te worden.

## Bereikbaarheid met openbaar vervoer
Om van de luchthaven naar het centrum van de stad te gaan, kunnen reizigers beroep doen op volgende transportmiddelen:
- Aerobús
- metro (lijn 9 Sud zowel vanaf T1 als van T2)
- Trein (Lijn R2 vanaf Terminal 2)
- Stadsbus (Lijn 46)

Er rijden 24 uur per dag gratis shuttlebussen tussen Terminal 1 en Terminal 2.

## Uitbreiding
Het aantal passagiers op El Prat is in minder dan 10 jaar ruim verdubbeld (van 13.430.000 in 1996 naar 52.686.314 in 2019). Deze verdubbeling heeft uitbreiding van de luchthaven nodig gemaakt. Op 17 juni 2009 is Terminal 1 geopend, op zo'n 1,5 kilometer ten zuiden van de oude terminal (hernoemd in Terminal 2) in vogelvlucht. Langs de toegangswegen betreft het een traject van 5 kilometer. De bijkomende terminal is geschikt om het passagiersaantal nogmaals te laten verdubbelen. Na de volledige ingebruikname van terminal 1 is gestart met de modernisering van de oude terminals (2A, 2B, 2C).
Terminal 1 kreeg in 2016 een eigen metroverbinding (metrolijn L9). Zowel deze metrolijn als de gratis shuttlebussen verbinden beide terminals en het treinstation.

## Startbanen
De luchthaven beschikt over drie startbanen afgewerkt in asfaltbeton.  06L/24R en 06R/24L hebben een lengte van respectievelijk 3.743 meter en 2.660 meter. De kruisende baan 02/20 heeft een lengte van 2.528 meter.
Door de aanpassing van het magnetische noorden werden twee banen van de luchthaven El Prat op 24 maart 2022 hernoemd van "07/25" naar "06/24".

## Fotogalerij

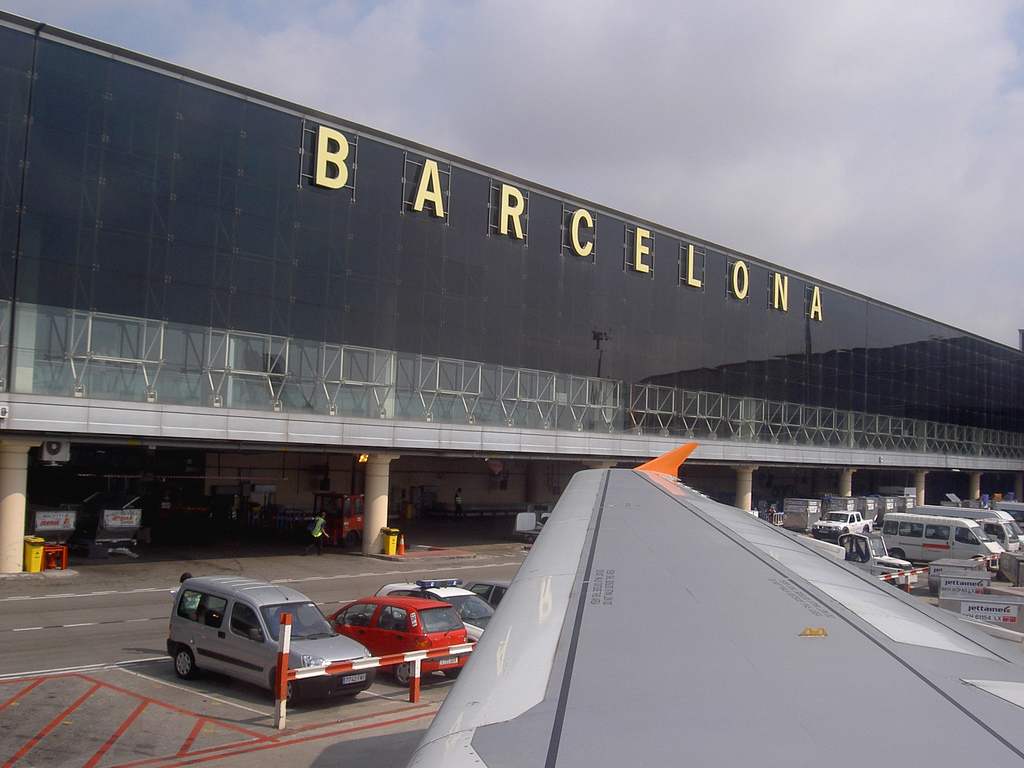
De oude terminal (Terminal 2)
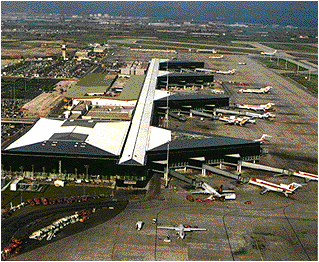
Terminal 2 gezien vanuit de lucht
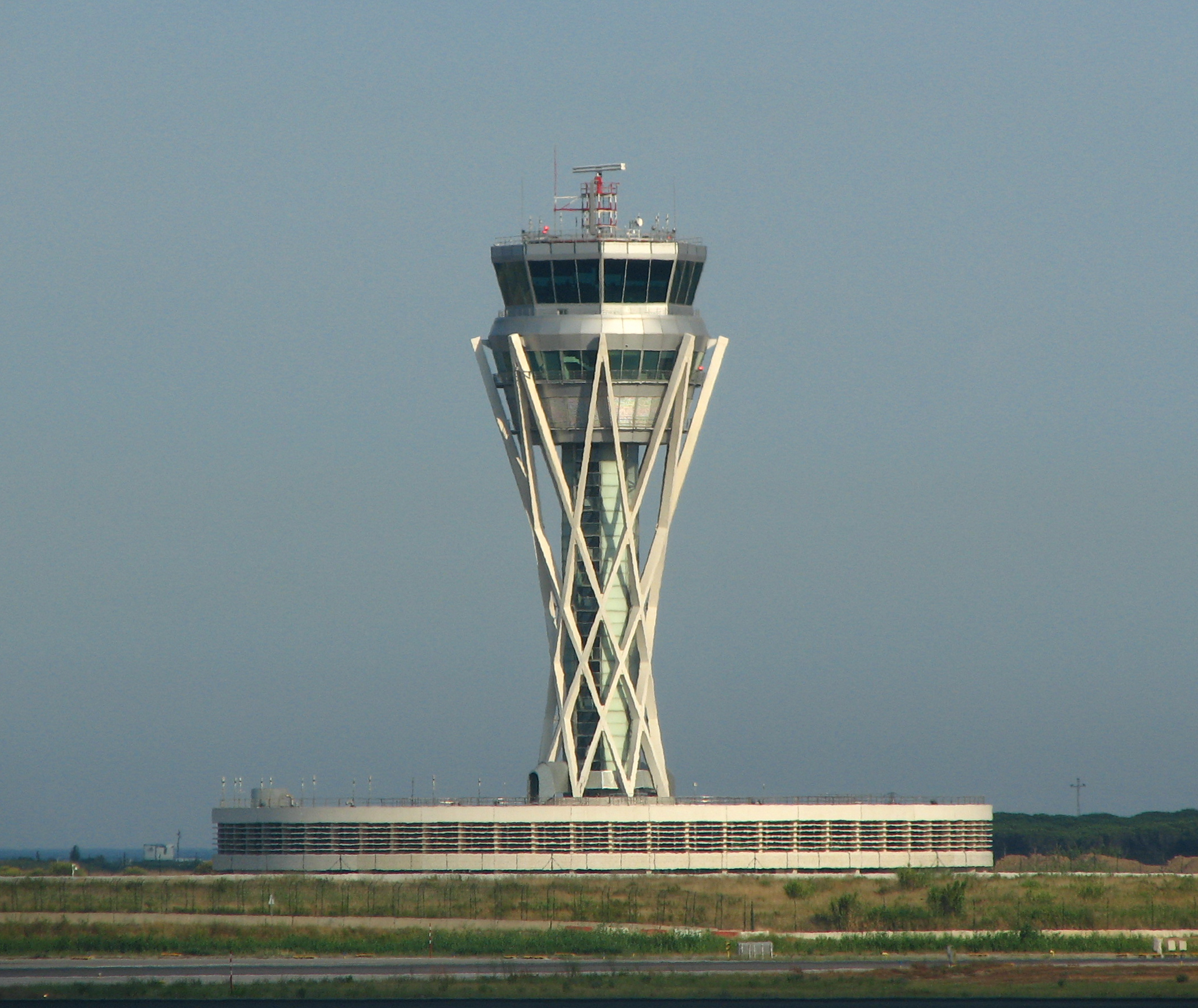
De 62 meter hoge, hyperboloïdevormige verkeerstoren